# بدر عبد القادر
بدر عبد القادر (بالإنجليزية: Badr Abdelgadir)‏  (مواليد 1 يناير 1974) حكم كرة قدم سوداني . تم اعتماده دوليا من قبل الاتحاد الدولي لكرة القدم في سنة 2003 . شارك في تحكيم بعض مباريات تصفيات القارة الأفريقية المؤهلة إلى بطولة كأس العالم لكرة القدم 2010 .